# Catan – Die erste Insel
Catan – Die erste Insel ist eine von Funatics programmierte PC-Version des Spiels Die Siedler von Catan von Klaus Teuber. Sie erschien 1999 bei Ravensburger und erlaubte das Spiel gegen 2 bis 7 Computergegnern, das Spiel im Partymodus, wobei sich die Spieler vor dem PC abwechseln oder das Spiel über das Internet. Den 8 wählbaren Computergegnern wurden unterschiedliche Charaktereigenschaften verpasst, für die Vertonung der abgespeicherten Antwortsätze wurden bekannte Schauspieler verpflichtet, u. a. Ralf Wolter, bekannt als Darsteller des Sam Hawkens der in den 60er Jahren produzierten Karl-May-Filme.

## Besonderheiten
Die Charaktere Marlene, Siegfried und Vicky wurden später zu Assistenten von Prof. Easy. Marlene und Siegfried fanden auch ihren Weg als Feen in das Buch „Im Zeichen des Sechsecks“. Die Grafiken der Insel – allerdings ohne Zoommöglichkeit – wurden ab 2002 auch für die Brettspiele der Catan Online Welt  (PlayCatan) verwendet. Von Similis Software erschien eine Version für die PlayStation.
Im Herbst 2008 erschien eine neue, um Städte & Ritter erweiterte Version.

## Rezeption
Die Umsetzung des Brettspiels erfolgte ordentlich, die Optik sei zweckmäßig. Auch die Computergegner agieren clever. Die Sprachausgabe wiederhole oft und die Sprüche klängen nicht sonderlich intelligent. Das Gesellschaftsspiel verliere jedoch genretypisch solo am Bildschirm viel an Spielspaß. Die Maussteuerung sei auf dem PC gut gelöst.

### Auszeichnungen
- 2000: Goldene CD für 100.000 verkaufte Exemplare, verliehen durch den Verband der Unterhaltungssoftware Deutschland e. V.[7]